# Gustav Robert Kirchhoff
Gustav Robert Kirchhoff [gústav róbert kírhof], nemški fizik, * 12. marec 1824, Königsberg, Vzhodna Prusija, (sedaj Kaliningrad, Rusija), † 17. oktober 1887, Berlin, Nemčija.

## Življenje in delo
Kirchhoff je bil sin pravnika Friedricha Kirchhoffa in Johanne Henriette Wittkejeve. Študiral je na Albrehtovi Univerzi v Königsbergu, kjer je diplomiral leta 1847. Fizikalna in matematična predavanja sta na univerzi tedaj vodila Neumann in Richelot. Kirchhoff se je poročil s Claro Richelotovo, hčerko svojega profesorja matematike Richelota. Istega leta je odšel v Berlin, kjer je ostal, dokler ni dobil profesorskega mesta v Breslauu (sedaj Wroclaw).
Kasneje je bil profesor fizike na univerzah v Heidelbergu in Berlinu. V elektriki sta znana njegova izreka, Kirchhoffova izreka za mreže, ki ju je odkril leta 1845 še kot študent. Nanašata se na porazdelitev električne napetosti v električnih krogih. Svojo raziskavo o električnih krogih je podal kot seminarsko nalogo in je kasneje postala njegova doktorska dizertacija.
Z Bunsenom velja za utemeljitelja spektralne analize. Leta 1859 sta skonstruirala prvi spektrograf na prizmo. Tega leta je s takšnim postopkom Bunsen pravilno pojasnil Fraunhoferjeve absorbcijske črte v Sončevem spektru. Leta 1860 sta z istim postopkom odkrila nova kemična elementa rubidij in cezij. Po tem postopku se snov, ki se jo proučuje, pričvrsti na platinasto žico, se z Bunsenovim gorilnikom žari in opazuje s spektrografom. Po Fresnelu je razvil Huygensovo valovno načelo. Delal je pomembne raziskave prenosa toplotnega sevanja. Leta 1859 je oblikoval zakon o toplotnem sevanju in ga leta 1861 dokazal. Leta 1862 je skoval izraz sevanje »črnega telesa«.
V Heidelbergu je z matematikom Koenigsbergerjem vodil matematično-fizikalni seminar po vzoru Neumannovega iz Königsberga. Na seminar sta med drugimi hodila Schuster in Kovalevska. Leta 1875 je Kirchhoff sprejel prvo stolico, posebej posvečeno teoretični fiziki v Berlinu.
Na področju spektroskopije je podal tri zakone, ki opisujejo spektralno sestavo svetlobe, ki jo sevajo razbeljena telesa. Pri tem je izhajal iz dela Alterja in Ångströma. Njegovi zakoni so:
1. vroče trdno telo seva svetlobo z zveznim spektrom,
2. vroč redek plin seva svetlobo s spektralnimi črtami pri nezveznih valovnih dolžinah, oziroma določenih barvah, kar je odvisno od energijskih nivojev atomov v plinu (glej tudi emisijski spekter),
3. vroče trdno telo, ki ga obdaja hladen redek plin (hladnejši od telesa), seva svetlobo s skoraj zveznim spektrom in ima vrzeli pri nezveznih valovnih dolžinah, kar je odvisno od energijskih nivojev atomov v plinu (glej tudi absorpcijski spekter).

Obstoj nezveznih spektralnih črt je kasneje pojasnil Bohrov model atoma, ki je vodil do razvoja kvantne mehanike.
Kirchhoffa so pokopali na pokopališču v berlinskem predelu Schöneberg, le nekaj metrov stran od groba bratov Grimm.

## Priznanja

### Nagrade
Za svoje raziskave o spekralnih črtah Sončevega sevanja in inverziji svetlih črt v spektru umetne svetlobe je leta 1862 prejel Rumfordovo medaljo Kraljeve družbe iz Londona.

### Poimenovanja
Po njem se imenuje asteroid glavnega pasu 10358 Kirchhoff.